# فهرست استانداران چهارمحال و بختیاری
این فهرست اسامی استانداران استان چهارمحال و بختیاری (از سال تشکیل استان در سال ۱۳۵۲ تاکنون) می‌باشد.

## فرمانداران کل
- احمد حجت از ۱ خرداد ۱۳۴۶[۳]

## استانداران
| حکومت پهلوی         |                                  |                  |                  |                |                     |
| ۱                   | عطاءالله معتدل                   | ۱۳۵۲             | ۱۳۵۴             | ۲ سال          |                     |
| ۲                   | احمد برادر                       | ۱۳۵۵             | ۳۰ مهر ۱۳۵۷      | ۲ سال          |                     |
| ۳                   | عباس ظریف (۱۳۱۴-)                | ۳۰ مهر ۱۳۵۷      | ۲۴ بهمن ۱۳۵۷     | ۴ ماه          |                     |
| جمهوری اسلامی ایران |                                  |                  |                  |                |                     |
| ردیف                | نام                              | شروع             | پایان            | مدت            | دوره ریاست جمهوری   |
| ۱                   | عباس ظریف (۱۳۱۴-)                | ۲۴ بهمن ۱۳۵۷     | ۲۷ اسفند ۱۳۵۷    | ۱ ماه          | دولت موقت           |
| ۲                   | عبدالوهاب طالقانی اصفهانی        | ۲۷ اسفند ۱۳۵۷    | ۷ شهریور ۱۳۵۸    | ۶ ماه          | دولت موقت           |
| ۳                   | مرتضی آزاده                      | ۷ شهریور ۱۳۵۸    | ۱۲ مهر ۱۳۵۸      | ۱ ماه          | شورای انقلاب        |
| ۴                   | احمد هریتاش                      | ۱۲ مهر ۱۳۵۸      | ۱۴ آذر ۱۳۵۸      | ۲ ماه          | شورای انقلاب        |
| ۵                   | مهدی استکی                       | ۲۰ دی ۱۳۵۸       | ۲۵ اسفند ۱۳۵۹    | ۱سال و ۲ ماه   | شورای انقلاب        |
| ۶                   | احمدرضا کاظمی نجف‌آبادی           | ۲۵ اسفند ۱۳۵۹    | ۲۷ اردیبهشت ۱۳۶۰ | ۲ ماه          | ابوالحسن بنی‌صدر     |
| ۷                   | عنایت‌الله اسنایی جهرمی           | اردیبهشت ۱۳۶۰    | دی ۱۳۶۰          | ۹ ماه          | سید علی خامنه‌ای     |
| ۸                   | نصرت‌الله شادنوش(۱۳۲۵-)           | ۲۴ اسفند ۱۳۶۰    | ۵ تیر ۱۳۶۳       | ۲ سال و ۴ ماه  | سید علی خامنه‌ای     |
| ۹                   | علی‌اصغر گرانمایه‌پور (۱۳۳۱-)      | ۵ تیر ۱۳۶۳       | ۲ مهر ۱۳۶۷       | ۴ سال و ۴ ماه  | سید علی خامنه‌ای     |
| ۱۰                  | غلامعلی سفید (۱۳۳۴-)             | ۲ مهر ۱۳۶۷       | ۲۷ اسفند ۱۳۶۷    | ۵ ماه          | سید علی خامنه‌ای     |
| ۱۱                  | عباس رضایی                       | ۲۷ اسفند ۱۳۶۷    | ۲۷ اردیبهشت ۱۳۶۹ | ۱ سال و ۲ ماه  | اکبر هاشمی رفسنجانی |
| ۱۲                  | محمود اسلامیان (۱۳۳۵-)           | ۲۷ اردیبهشت ۱۳۶۹ | ۲۵ مرداد ۱۳۷۱    | ۲ سال و ۳ ماه  | اکبر هاشمی رفسنجانی |
| ۱۳                  | سید علی نکویی زهرایی (۱۳۱۹-۱۴۰۰) | ۲۵ مرداد ۱۳۷۱    | ۳۰ تیر ۱۳۷۳      | ۱ سال و ۱۱ ماه | اکبر هاشمی رفسنجانی |
| ۱۴                  | عبدالله کوپایی (۱۳۲۵-)           | ۳۰ تیر ۱۳۷۳      | ۱۱ مرداد ۱۳۷۵    | ۲ سال          | اکبر هاشمی رفسنجانی |
| ۱۵                  | علی مبینی دهکردی (۱۳۳۴-)         | ۲۵ مرداد ۱۳۷۵    | ۲ آذر ۱۳۷۶       | ۱ سال و ۴ ماه  | اکبر هاشمی رفسنجانی |
| ۱۶                  | سید صفدر حسینی (۱۳۳۳-)           | ۲۰ آذر ۱۳۷۶      | ۱۲ مرداد ۱۳۷۹    | ۲ سال ۸ ماه    | سید محمد خاتمی      |
| ۱۷                  | عبدالمحمد زاهدی (۱۳۲۸-)          | ۱۲ مرداد ۱۳۷۹    | ۱ شهریور ۱۳۸۲    | ۲ سال و ۱۱ ماه | سید محمد خاتمی      |
| ۱۸                  | محمود زمانی قمی                  | ۲ شهریور ۱۳۸۲    | ۱۷ مهر ۱۳۸۴      | ۲ سال و ۳ ماه  | سید محمد خاتمی      |
| ۱۹                  | رجبعلی صادقی                     | ۱۷ مهر ۱۳۸۴      | ۲۲ فروردین ۱۳۸۹  | ۴ سال و ۷ ماه  | محمود احمدی‌نژاد     |
| ۲۰                  | علی‌اصغر عنابستانی (۱۳۵۰-)        | ۲۲ فروردین ۱۳۸۹  | ۱۵ آبان ۱۳۹۲     | ۳ سال          | محمود احمدی‌نژاد     |
| ۲۱                  | قاسم سلیمانی دشتکی (۱۳۳۴-)       | ۱۵ آبان ۱۳۹۲     | ۲ مهر ۱۳۹۶       | ۳ سال و ۱۱ ماه | حسن روحانی          |
| ۲۲                  | اقبال عباسی (۱۳۴۲-)              | ۱۴ آبان ۱۳۹۶     | ۳۰ آبان ۱۴۰۰     | بیش از ۴ سال   | حسن روحانی          |
| ۲۳                  | غلامعلی حیدری (۱۳۴۲-)            | ۳۰ آبان ۱۴۰۰     | ۱۶ آبان ۱۴۰۳     | ۳ سال          | سید ابراهیم رئیسی   |
| ۲۴                  | جعفر مردانی                      | ۱۶ آبان ۱۴۰۳     | متصدی            |                | مسعود پزشکیان       |

## حواشی
- علی‌اصغر گرانمایه‌پور متولد کاشان، پس از استانداری چهارمحال و بختیاری در پست‌های دیگر فعالیت خود را ادامه داد و یکی از با سابقه‌ترین استانداران این استان به حساب می‌آید.
- محمود اسلامیان یکی از مدیران صنعتی کشور، پس از استانداری چهارمحال و بختیاری در سال ۱۳۷۱ از پست مدیریتی استانداری چهارمحال وبختیاری جدا شد و به عنوان مدیرعامل مجتمع فولاد مبارکه تا سال‌های بعد فعالیت داشت.
- سید علی نکویی زهرایی پس از استانداری چهارمحال و بختیاری به وزارت کشور رفت و در یکی از پست‌های مدیرکلی در وزارت کشور مشغول فعالیت شد.
- عبدالله کوپایی پس از استانداری چهارمحال و بختیاری به جمع مدیران وزارت کشور ایران|وزارت کشور پیوست.
- علی مبینی دهکردی، متولد شهرکرد و دارای کارشناسی کشاورزی بود که پس از فراغت از دوره پنجم نمایندگی مجلس شورای اسلامی، به عنوان استاندار چهارمحال و بختیاری منصوب شد. او پس از استانداری چهارمحال و بختیاری، به یکی از کمیسیون‌های تخصصی مجمع تشخیص مصلحت نظام پیوست.
- سید صفدر حسینی متولد ایذه و دارای دکترای اقتصادی بود و پس از استانداری چهارمحال و بختیاری به عنوان وزیر کار و امور اجتماعی و پس از آن وزیر امور اقتصاد و دارایی در دولت خاتمی منصوب شد.
- محمود زمانی قمی، قبل از استانداری چهارمحال و بختیاری، سابقه استانداری استان ایلام را در کارنامه خود داشت.
- رجبعلی صادقی سفیددشتی به عنوان استاندار بومی تا پیش از دولت نهم جمهوری اسلامی ایران در دولت‌های گذشته نیز با سمت معاون عمرانی و مدیرکل صنایع سنگین نیز فعالیت داشت و تنها استاندار بومی بود که توانست در دو دولت به عنوان استاندار چهارمحال و بختیاری فعالیت کند.[۱]

### آمار استانداران چهارمحال و بختیاری
- غلامعلی حیدری پس از علی مبینی دهکردی، رجبعلی صادقی سفیددشتی و قاسم سلیمانی دشتکی چهارمین استاندار بومی در استان چهارمحال و بختیاری است.
- حدود ۸۰ درصد از استانداران چهارمحال و بختیاری با مدرک کارشناسی و مهندسی، ۱۲ درصد با مدرک کارشناسی ارشد و ۸ درصد با مدرک دکترا در این پست فعالیت داشته‌اند.
- حدود ۵۰ درصد از استانداران چهارمحال وبختیاری نیز در استان اصفهان متولد شده یا محل تحصیل آنها در استان اصفهان بوده و ۴ درصد نیز استاندار بومی چهارمحال و بختیاری بوده‌اند.
- کمترین دوره در پست استانداری با ۱ ماه در سال ۱۳۵۸ و بیشترین دوران مدیریتی استاندار نیز با ۵۵ ماه در دولت نهم و دهم بوده است.